# 유제
광천유왕 유제(廣川謬王 또는 廣川繆王 劉齊, ? ~ 기원전 92년), 혹 광천목왕(廣川穆王)은 중국 전한의 제후왕으로, 광천왕이다. 전한 경제의 손자며 광천혜왕 유월의 아들이다.

## 생애
광천혜왕 12년(기원전 137년) 8월에 아버지가 죽자 광천왕 자리를 계승했다.
총애하는 신하 승거(乘距)가 죄를 짓자 승거를 주살하려 했는데, 승거가 달아나자 그 종족들을 잡아가뒀다. 승거는 왕을 원망해 무제에게 유제가 동복 자매와 간통한다고 했다. 유제는 또 한나라 조정의 신하들과 황제의 총애하는 신하 소충(所忠) 등에 대해 고발하고 다시 중위 채팽조가 광천왕의 왕족 유명(劉明)을 잡아가뒀다고 했다. 사기 오종세가의 서술은 이것으로 끝이지만, 한서 경십삼왕전에서는 이 사건의 결말을 다음과 같이 전한다. 조사 결과 유제가 무고한 것으로 밝혀져, 겁을 먹고 황제에게 광천나라의 용사들과 함께 흉노를 치기를 원해 허락을 받았으나 병들어 죽었다. 한나라 조정에서는 광천나라를 폐지하도록 했다. 광천유왕 45년(기원전 92년)에 죽었다.

## 가계
- 광천혜왕 유월
  - 광천유왕 유제
    - 광천대왕 유문
    - 광천왕 유거
    - 감정후(甘井侯) 유광(劉光)[9] 혹 유원(劉元)[10]
    - 양제후(襄隄侯)[9] 혹 양릉후(襄陵侯)[10] 유성(劉聖)[9][10]
      - 광덕정왕 유유[7] 혹은 광덕왕 유륜[9]

    - 신시강후 유길
    - 동양애후 유관
    - 악신경후 유강
    - 창성절후 유원
    - 역향강후 유필승
    - 무도절후 유조
    - 도양후 유량

사기에 따르면 감정후와 양릉후는 원수 원년(기원전 122년) 10월 을유일에 봉해졌다. 한서에 따르면 감정후는 원정 원년(기원전 116년) 7월 을유일, 양제후는 7월 신묘일에 봉해졌다. 신시강후는 원봉 5년(기원전 76년) 11월 경자일, 동양애후는 본시 3년(기원전 71년) 4월 임신일, 악신경후와 창성절후는 신작 3년(기원전 59년) 4월 무술일, 역향강후는 신작 4년(기원전 58년) 7월 임자일, 무도절후는 오봉 원년(기원전 57년) 7월 임오일, 도양후는 초원 원년(기원전 48년) 3월에 봉해졌다.